# Cyathea alta
Cyathea alta är en ormbunkeart som beskrevs av Edwin Bingham Copeland. Cyathea alta ingår i släktet Cyathea och familjen Cyatheaceae. Inga underarter finns listade.